# Polyplacotoma
Polyplacotoma mediterranea là một loài thuộc ngành Placozoa, đại diện duy nhất của chi Polyplacotoma. Chúng khác rất nhiều so với các loài Placozoa khác về hình thái và cấu trúc di truyền, và đã được xếp vào lớp riêng biệt Polyplacotomia. P. mediterranea có bộ gen ty thể nhỏ nhất, hàm lượng GC thấp nhất.  Cấu trúc cơ thể của chúng bao gồm các nhánh đa bào kéo dài và kích thước tối đa dài hơn 10 mm. Bộ gen ty thể của Polyplacotoma mediterranea cũng rất nhỏ và chứa các protein và gen tRNA lấn lên nhau.